# Rollhockey-Bundesliga 2016-2017
La Rollhockey-Bundesliga 2016-2017 è stata la 86ª edizione del torneo di primo livello del campionato tedesco di hockey su pista. Esso è organizzato dalla Federazione di pattinaggio della Germania. La competizione è iniziata il 10 settembre 2016 e si è conclusa il 21 maggio 2017.
Il torneo è stato vinto dall'Iserlohn per la 9ª volta nella sua storia.

## Squadre partecipanti
| Club               | Stagione | Città                      | Impianto                              | Stagione precedente            |
| ------------------ | -------- | -------------------------- | ------------------------------------- | ------------------------------ |
| Bison Calenberg    | dettagli | Springe                    | Sporthalle der Grundschule Hallermund | 6° in Rollhockey-Bundesliga    |
| Cronenberg         | dettagli | Wuppertal                  | Alfred-Henckels-Halle                 | 8° in Rollhockey-Bundesliga    |
| Darmstadt          | dettagli | Darmstadt                  | Rollschuhbahn am Orpheum              | 5° in Rollhockey-Bundesliga    |
| Düsseldorf Nord    | dettagli | Düsseldorf                 | Rollsporthalle Unterrath              | 4° in Rollhockey-Bundesliga    |
| Germania Herringen | dettagli | Hamm                       | Glückauf Arena                        | 2° in Rollhockey-Bundesliga    |
| Iserlohn           | dettagli | Iserlohn                   | Hembergsporthalle                     | Campione di Germania in carica |
| Krefeld            | dettagli | Krefeld                    | Sporthalle Gemeinschafts-Grundschule  | 9° in Rollhockey-Bundesliga    |
| Moskitos           | dettagli | Wuppertal                  | Alfred-Henckels-Halle                 | 1° in 2.Rollhockey-Bundesliga  |
| Recklinghausen     | dettagli | Recklinghausen             |                                       | 11° in Rollhockey-Bundesliga   |
| Remscheid          | dettagli | Remscheid                  | Sportzentrum Hackenberg               | 7° in Rollhockey-Bundesliga    |
| Valkenswaardse     | dettagli | Valkenswaard (Paesi Bassi) |                                       | 10° in Rollhockey-Bundesliga   |
| Walsum             | dettagli | Duisburg                   | Sporthalle Beckersloh                 | 3° in Rollhockey-Bundesliga    |

## Stagione regolare

### Risultati
| Andata (1ª) | Andata (1ª) | Prima giornata                    | Ritorno (12ª) | Ritorno (12ª) |
|             |             |                                   |               |               |
| 10 set.     | 5-2         | Cronenberg-Krefeld                | 6-2           | 14 gen.       |
| 10 set.     | 3-10        | Moskitos-Iserlohn                 | 4-10          | 14 gen.       |
| 10 set.     | 4-19        | Recklinghausen-Germania Herringen | 3-11          | 14 gen.       |
| 10 set.     | 7-3         | Remscheid-Valkenswaardse          | 6-3           | 19 mar.       |
| 10 set.     | 4-6         | Walsum-Düsseldorf                 | 6-1           | 2 mar.        |
| 3 ott.      | 4-10        | Bison Calenberg-Darmstadt         | 3-10          | 5 mar.        |

| Andata (2ª) | Andata (2ª) | Seconda giornata                   | Ritorno (13ª) | Ritorno (13ª) |
|             |             |                                    |               |               |
| 17 set.     | 5-4 (dtr)   | Darmstadt-Walsum                   | 1-5           | 21 gen.       |
| 17 set.     | 13-2        | Germania Herringen-Bison Calenberg | 9-5           | 21 gen.       |
| 17 set.     | 4-8         | Krefeld-Remscheid                  | 5-8           | 21 gen.       |
| 17 set.     | 5-2         | Iserlohn-Cronenberg                | 3-5           | 21 gen.       |
| 17 set.     | 4-1         | Valkenswaardse-Recklinghausen      | 7-9           | 21 gen.       |
| 16 ott.     | 9-4         | Düsseldorf-Moskitos                | 14-3          | 21 gen.       |

| Andata (3ª) | Andata (3ª) | Terza giornata                 | Ritorno (14ª) | Ritorno (14ª) |
|             |             |                                |               |               |
| 24 set.     | 11-1        | Bison Calenberg-Valkenswaardse | 3-4           | 28 gen.       |
| 24 set.     | 5-3         | Darmstadt-Düsseldorf           | 3-0           | 28 gen.       |
| 24 set.     | 5-3         | Iserlohn-Remscheid             | 6-7           | 28 gen.       |
| 24 set.     | 3-7         | Moskitos-Cronenberg            | 2-9           | 28 gen.       |
| 24 set.     | 7-4         | Recklinghausen-Krefeld         | 10-5          | 28 gen.       |
| 24 set.     | 7-6         | Walsum-Germania Herringen      | 4-3 (dtr)     | 28 gen.       |

| Andata (4ª) | Andata (4ª) | Quarta giornata               | Ritorno (15ª) | Ritorno (15ª) |
|             |             |                               |               |               |
| 8 ott.      | 5-8         | Cronenberg-Remscheid          | 3-6           | 4 feb.        |
| 8 ott.      | 10-1        | Darmstadt-Moskitos            | 9-3           | 4 feb.        |
| 8 ott.      | 8-4         | Germania Herringen-Düsseldorf | 2-1           | 4 feb.        |
| 8 ott.      | 9-4         | Iserlohn-Recklinghausen       | 0-10          | 4 feb.        |
| 8 ott.      | 7-8 (dtr)   | Krefeld-Bison Calenberg       | 4-7           | 4 feb.        |
| 8 ott.      | 2-9         | Valkenswaardse-Walsum         | 3-9           | 4 feb.        |

| Andata (5ª) | Andata (5ª) | Quinta giornata              | Ritorno (16ª) | Ritorno (16ª) |
|             |             |                              |               |               |
| 15 ott.     | 3-9         | Bison Calenberg-Iserlohn     | 5-9           | 18 feb.       |
| 15 ott.     | 1-10        | Darmstadt-Germania Herringen | 9-5           | 18 feb.       |
| 15 ott.     | 10-0        | Düsseldorf-Valkenswaardse    | 6-1           | 18 feb.       |
| 15 ott.     | 5-4         | Recklinghausen-Cronenberg    | 4-6           | 18 feb.       |
| 15 ott.     | 11-3        | Remscheid-Moskitos Wuppertal | 8-1           | 18 feb.       |
| 15 ott.     | 5-3         | Walsum-Krefeld               | 6-3           | 18 feb.       |

| Andata (6ª) | Andata (6ª) | Sesta giornata                 | Ritorno (17ª) | Ritorno (17ª) |  |
|             |             |                                |               |               |  |
| 22 ott.     | 7-3         | Iserlohn-Darmstadt             | 4-5           | 18 mar.       |  |
| 22 ott.     | 0-14        | Krefeld-Germania Herringen     | 3-17          | 18 mar.       |  |
| 22 ott.     | 3-2         | Valkenswaardse-Moskitos        | 5-7           | 18 mar.       |  |
| 17 dic.     | 2-4         | Cronenberg-Düsseldorf          | 3-2           | 18 mar.       |  |
| 19 feb.     | 4-8         | Remscheid-Walsum               | 9-10 (dtr)    | 18 mar.       |  |
| 26 mar.     | 7-3         | Recklinghausen-Bison Calenberg | 11-7          | 2 apr.        |  |

| Andata (7ª) | Andata (7ª) | Settima giornata            | Ritorno (18ª) | Ritorno (18ª) |
|             |             |                             |               |               |
| 29 ott.     | 24-0        | Germania Herringen-Moskitos | 19-4          | 4 mar.        |
| 29 ott.     | 3-5 (dtr)   | Iserlohn-Walsum             | 5-7 (dtr)     | 4 mar.        |
| 29 ott.     | 4-3         | Krefeld-Düsseldorf          | 1-7           | 4 mar.        |
| 29 ott.     | 2-3         | Valkenswaardse-Darmstadt    | 3-6           | 4 mar.        |
| 26 nov.     | 8-3         | Cronenberg-Bison Calenberg  | 8-5           | 4 mar.        |
| 31 gen.     | 7-11        | Recklinghausen-Remscheid    | 5-18          | 4 mar.        |

| Andata (8ª) | Andata (8ª) | Ottava giornata                   | Ritorno (19ª) | Ritorno (19ª) |
|             |             |                                   |               |               |
| 12 nov.     | 12-11       | Bison Calenberg-Remscheid         | 1-19          | 11 mar.       |
| 12 nov.     | 2-1         | Düsseldorf-Iserlohn               | 2-3           | 11 mar.       |
| 12 nov.     | 10-3        | Germania Herringen-Valkenswaardse | 9-2           | 11 mar.       |
| 12 nov.     | 10-3        | Walsum-Cronenberg                 | 5-3           | 11 mar.       |
| 28 nov.     | 4-9         | Moskitos-Recklinghausen           | 11-12         | 11 mar.       |
| 7 gen.      | 8-4         | Darmstadt-Krefeld                 | 4-2           | 11 mar.       |

| Andata (9ª) | Andata (9ª) | Nona giornata               | Ritorno (20ª) | Ritorno (20ª) |
|             |             |                             |               |               |
| 19 nov.     | 3-6         | Darmstadt-Cronenberg        | 5-6 (dtr)     | 1 apr.        |
| 19 nov.     | 3-4         | Düsseldorf-Remscheid        | 0-5           | 1 apr.        |
| 19 nov.     | 7-2         | Germania Herringen-Iserlohn | 1-3           | 1 apr.        |
| 19 nov.     | 0-11        | Moskitos-Bison Calenberg    | 4-3           | 1 apr.        |
| 19 nov.     | 6-5 (dtr)   | Valkenswaardse-Krefeld      | 1-3           | 1 apr.        |
| 19 nov.     | 6-4         | Walsum-Recklinghausen       | 7-6           | 1 apr.        |

| Andata (10ª) | Andata (10ª) | Decima giornata               | Ritorno (21ª) | Ritorno (21ª) |
|              |              |                               |               |               |
| 3 dic.       | 4-5          | Cronenberg-Germania Herringen | 5-13          | 8 apr.        |
| 3 dic.       | 4-5          | Darmstadt-Remscheid           | 5-9           | 8 apr.        |
| 3 dic.       | 8-0          | Iserlohn-Valkenswaardse       | 4-0           | 8 apr.        |
| 3 dic.       | 5-8          | Moskitos-Krefeld              | 3-6           | 8 apr.        |
| 3 dic.       | 3-4          | Recklinghausen-Düsseldorf     | 3-7           | 8 apr.        |
| 5 feb.       | 5-9          | Bison Calenberg-Walsum        | 2-20          | 8 apr.        |

| \| Andata (11ª) \| Andata (11ª) \| Undicesima giornata \| Ritorno (22ª) \| Ritorno (22ª) \| \| \| \| \| \| \| \| 10 dic. \| 8-4 \| Darmstadt-Recklinghausen \| 7-3 \| 29 apr. \| \| 10 dic. \| 8-6 \| Düsseldorf-Bison Calenberg \| 13-0 \| 29 apr. \| \| 10 dic. \| 7-4 \| Germania Herringen-Remscheid \| 0-10 \| 29 apr. \| \| 10 dic. \| 0-6 \| Krefeld-Iserlohn \| 3-11 \| 29 apr. \| \| 10 dic. \| 2-1 \| Valkenswaardse-Cronenberg \| 1-4 \| 29 apr. \| \| 10 dic. \| 11-3 \| Walsum-Moskitos \| 16-3 \| 29 apr. \| |              |                              |               |               |
| Andata (11ª) | Andata (11ª) | Undicesima giornata          | Ritorno (22ª) | Ritorno (22ª) |
| |              |                              |               |               |
| 10 dic. | 8-4          | Darmstadt-Recklinghausen     | 7-3           | 29 apr.       |
| 10 dic. | 8-6          | Düsseldorf-Bison Calenberg   | 13-0          | 29 apr.       |
| 10 dic. | 7-4          | Germania Herringen-Remscheid | 0-10          | 29 apr.       |
| 10 dic. | 0-6          | Krefeld-Iserlohn             | 3-11          | 29 apr.       |
| 10 dic. | 2-1          | Valkenswaardse-Cronenberg    | 1-4           | 29 apr.       |
| 10 dic. | 11-3         | Walsum-Moskitos              | 16-3          | 29 apr.       |

### Classifica finale
|                     | Pos. | Squadra            | Pt | G  | V  | VR | PR | P  | GF  | GS  | DR   |
| ------------------- | ---- | ------------------ | -- | -- | -- | -- | -- | -- | --- | --- | ---- |
|                     | 1.   | Walsum             | 55 | 22 | 16 | 2  | 3  | 1  | 170 | 86  | +84  |
|                     | 2.   | Remscheid          | 53 | 22 | 17 | 0  | 2  | 3  | 181 | 100 | +81  |
|                     | 3.   | Germania Herringen | 53 | 22 | 17 | 1  | 0  | 4  | 213 | 79  | +134 |
| Germania (bandiera) | 4.   | Iserlohn           | 45 | 22 | 14 | 1  | 1  | 6  | 125 | 79  | +46  |
|                     | 5.   | Darmstadt          | 45 | 22 | 14 | 1  | 1  | 6  | 124 | 93  | +31  |
|                     | 6.   | Düsseldorf Nord    | 36 | 22 | 12 | 0  | 0  | 10 | 109 | 71  | +38  |
|                     | 7.   | Cronenberg         | 35 | 22 | 11 | 1  | 0  | 10 | 105 | 98  | +7   |
|                     | 8.   | Recklinghausen     | 27 | 22 | 9  | 0  | 0  | 13 | 131 | 162 | -31  |
|                     | 9.   | Krefeld            | 14 | 22 | 4  | 0  | 2  | 16 | 78  | 155 | -77  |
|                     | 10.  | Valkenswaardse     | 14 | 22 | 4  | 1  | 0  | 17 | 56  | 133 | -77  |
|                     | 11.  | Bison Calenberg    | 13 | 22 | 3  | 2  | 0  | 17 | 109 | 194 | -85  |
|                     | 12.  | Moskitos           | 6  | 22 | 2  | 0  | 0  | 20 | 73  | 224 | -151 |

Legenda:
  Partecipa ai play-off per il titolo.
      Campione di Germania e ammessa alla CERH European League 2017-2018.
      Ammesse alla Coppa CERS 2017-2018.
      Retrocesse in 2.Rollhockey-Bundesliga 2017-2018.
Note:
Tre punti a vittoria, due per la vittoria ai tiri di rigore, uno per la sconfitta ai tiri di rigore, zero a sconfitta.

## Play-off

### Tabellone
|  | Quarti di finale | Quarti di finale   | Quarti di finale | Quarti di finale | Quarti di finale |  |  | Semifinali         | Semifinali         | Semifinali | Semifinali | Semifinali |   |   | Finale   | Finale   | Finale | Finale | Finale |  |
|  |                  |                    |                  |                  |                  |  |  |                    |                    |            |            |            |   |   |          |          |        |        |        |  |
|  | 1                | Walsum             | 11               | 7                | 18               |  |  |                    |                    |            |            |            |   |   |          |          |        |        |        |  |
|  | 8                | Recklinghausen     | 4                | 3                | 7                |  |  | Walsum             | Walsum             | 2          | 3          | 5          |   |   |          |          |        |        |        |  |
|  | 4                | Iserlohn           | 4                | 5                | 9                |  |  | Iserlohn           | Iserlohn           | 3          | 3          | 6          |   |   |          |          |        |        |        |  |
|  | 5                | Darmstadt          | 4                | 1                | 5                |  |  |                    |                    |            |            |            |   |   | Iserlohn | Iserlohn | 3      | 4      | 7      |  |
|  | 2                | Remscheid          | 6                | 8                | 14               |  |  |                    |                    | Remscheid  | Remscheid  | 1          | 3 | 4 |          |          |        |        |        |  |
|  | 7                | Cronenberg         | 6                | 3                | 9                |  |  | Remscheid          | Remscheid          | 4          | 6          | 10         |   |   |          |          |        |        |        |  |
|  | 3                | Germania Herringen | 3                | 14               | 17               |  |  | Germania Herringen | Germania Herringen | 7          | 2          | 9          |   |   |          |          |        |        |        |  |
|  | 6                | Düsseldorf Nord    | 2                | 6                | 8                |  |  |                    |                    |            |            |            |   |   |          |          |        |        |        |  |

### Quarti di finale
(1) Walsum vs. (8) Recklinghausen
| Recklinghausen 6 maggio 2017 Gara di Andata | Recklinghausen | 4 – 11 referto | Walsum | Heinrich-Auge Halle |

| Walsum 7 maggio 2017 Gara di Ritorno | Walsum | 7 – 3 referto | Recklinghausen | Sporthalle Beckersloh |

(4) Iserlohn vs. (5) Darmstadt
| Darmstadt 6 maggio 2017 Gara di Andata | Darmstadt | 4 – 4 referto | Iserlohn | Rollschuhbahn am Orpheum |

| Iserlohn 7 maggio 2017 Gara di Ritorno | Iserlohn | 5 – 1 referto | Darmstadt | Hembergsporthalle |

(2) Remscheid vs. (7) Cronenberg
| Wuppertal 6 maggio 2017 Gara di Andata | Cronenberg | 6 – 6 referto | Remscheid | Alfred-Henckels-Halle |

| Remscheid 7 maggio 2017 Gara di Ritorno | Remscheid | 8 – 3 referto | Cronenberg | Sportzentrum Hackenberg |

(3) Germania Herringen vs. (7) Düsseldorf
| Düsseldorf 6 maggio 2017 Gara di Andata | Düsseldorf Nord | 2 – 3 referto | Germania Herringen |  |

| Hamm 7 maggio 2017 Gara di Ritorno | Germania Herringen | 14 – 6 referto | Düsseldorf Nord | Glückauf Arena |

### Semifinali
(1) Walsum vs. (4) Iserlohn
| Iserlohn 13 maggio 2017 Gara di Ritorno | Iserlohn | 3 – 2 referto | Walsum | Hembergsporthalle |

| Walsum 14 maggio 2017 Gara di Ritorno | Walsum | 3 – 3 referto | Iserlohn | Sporthalle Beckersloh |

(2) Remscheid vs. (3) Germania Herringen
| Hamm 13 maggio 2017 Gara di Ritorno | Germania Herringen | 7 – 4 referto | Remscheid | Glückauf Arena |

| Remscheid 14 maggio 2017 Gara di Ritorno | Remscheid | 6 – 2 referto | Germania Herringen | Sportzentrum Hackenberg |

### Finale
(2) Remscheid vs. (4) Iserlohn
| Iserlohn 20 maggio 2017 Gara di Ritorno | Iserlohn | 3 – 1 referto | Remscheid | Hembergsporthalle |

| Remscheid 21 maggio 2017 Gara di Ritorno | Remscheid | 3 – 4 referto | Iserlohn | Sportzentrum Hackenberg |

## Verdetti
| Verdetto                              | Club                                                          |
| ------------------------------------- | ------------------------------------------------------------- |
| Campione di Germania 2016-2017        | Iserlohn (9º titolo)                                          |
| CERH European League 2017-2018        | Iserlohn                                                      |
| Coppa CERS 2017-2018                  | Remscheid Walsum Germania Herringen Darmstadt Düsseldorf Nord |
| Retrocesse in 2.Rollhockey-Bundesliga | Bison Calenberg Moskitos                                      |